# Богетсайський сільський округ
Богетса́йський сільський округ (каз. Бөгетсай ауылдық округі, рос. Богетсайский сельский округ) — адміністративна одиниця у складі Хромтауського району Актюбінської області Казахстану. Адміністративний центр — село Богетсай.
Населення — 1538 осіб (2021; 1590 у 2009, 2187 у 1999, 2880 у 1989).
Станом на 1989 рік існувала Богетсайська сільська рада (села 3-інтернаціонал, Амангельди, Богетсай, Карлау, Шиліксай) у складі Карабутацького району. 1997 року Богетсайський сільський округ був переданий зі складу ліквідованого Айтекебійського району до складу Хромтауського району. Села Талдибулак та Шиліктісай було ліквідовано 2019 року.

## Склад
До складу округу входять такі населені пункти:
| Населений пункт    | Колишні назви                      | Населення, осіб (1989) | Населення, осіб (1999) | Населення, осіб (2009) | Населення, осіб (2021) |
| ------------------ | ---------------------------------- | ---------------------- | ---------------------- | ---------------------- | ---------------------- |
| Амангельди, село   | -                                  | 305                    | -                      | -                      | -                      |
| Богетсай, село     | -                                  | 1624                   | 1653                   | 1354                   | 1430                   |
| Карлау, село       | -                                  | 274                    | 188                    | 114                    | 108                    |
| --Талдибулак, село | 3-інтернаціонал, ІІІ Інтернаціонал | 345                    | 216                    | 63                     | -                      |
| --Шиліктісай, село | Шиліксай                           | 332                    | 130                    | 59                     | -                      |